# 翁仲益
翁仲益（1548年—？），字贊德，福建福州府閩縣民籍，泉州府晉江縣人，明朝政治人物。

## 生平
萬曆元年（1573年）癸酉科福建鄉試第五名。萬曆二年會試第四十九名，登進士第三甲第三十八名。官至浙江太平縣知縣。曾刊刻王叔英《静学文集》。

## 家族
曾祖父翁欽元；祖父翁清；父翁堯明。母魏氏。具庆下。